# ゾウの足
ゾウの足（ぞうのあし、英: Elephant's Foot）は、1986年4月のチェルノブイリ原子力発電所事故中に生成された巨大な炉心溶融物のかたまりの通称。「ゾウの足」は事故発生から約8カ月後の1986年12月、溶融した4号炉炉心の直下に位置する蒸気分配回廊上で発見された。現在でも強い放射能を保っているが、放射性崩壊が進んだことで当初よりも危険性は減少している。密度と硬度は非常に高く、ドリルを受け付けないほどであったため、サンプルを採取するためにカラシニコフ銃が使用された。

## 概要
「ゾウの足」はチェルノブイリ原子力発電所事故の結果として形成された巨大な炉心溶融物のかたまりであり、事故発生から約8カ月が経過した1986年12月に初めて発見された。この物体は何層にも折り重なった樹皮のような構造を持ち、黒鉛を含むため黒みがかった色をしている。
「ゾウの足」という通称は、その皺の多い見た目が動物のゾウの足に似ていたことに由来する。「ゾウの足」はチェルノブイリ原子力発電所4号炉炉心の直下の地上6メートルに位置する蒸気分配回廊上に存在している。

## 性質
サンプル調査の結果、「ゾウの足」は主に全体の70-90%が二酸化ケイ素から成り、核燃料を2-10%の割合で含んでいることが判明した。二酸化ケイ素とウラン以外の構成物として、チタン、マグネシウム、ジルコニウム、グラファイト（黒鉛）等が含まれている。
物質としての密度は非常に高く、遠隔操作ロボットに搭載されていたサンプル採取用のドリルを受け付けないほど硬かったため、最終的に狙撃手が現場に呼ばれ、カラシニコフ銃で遠くから射撃することで一部を破壊し、成分調査のためのサンプルを回収した。1998年6月の時点で、「ゾウの足」は部分的にひび割れ、表面はぼろぼろに崩れ始めていた。

## 危険性
1986年12月の発見時、「ゾウの足」周辺の放射線量は約8,000レントゲン毎時（80グレイ毎時）であり、5分程度の被曝でヒトの半数致死線量 (4.5グレイ) に達する値だった。この物体が発する放射線量は放射性崩壊によって時とともに減少しており、1996年には原子炉封印プロジェクトの副長アルトゥール・コルネイエフ (Artur Korneyev) が「ゾウの足」を実際に訪れ、自動撮影カメラとフラッシュライトを駆使して何枚かの写真を撮影した。
「ゾウの足」は現在の場所に到達するまでに少なくとも2メートルの厚さのコンクリートを貫通してきており、もし貫通を続ければ最終的には地下水に達し、地域の飲み水を汚染するのではという懸念が存在した。しかしながら、2016年時点でこの物体は当初の位置からほとんど移動しておらず、温度も周囲の環境に比べて（進行中の放射性崩壊によって）わずかに高い程度であると推定されている。

## 曲としての「ゾウの足」
ゾウの足 ～1986.4.26 チェルノブイリ原子力発電所事故による～